# Aspilatopsis punctata
Aspilatopsis punctata là một loài bướm đêm trong họ Geometridae.